# Katla
Die Katla ([ˈkʰahtla]) ist einer der aktivsten Vulkane in Island. Er liegt unter dem Gletscherschild des Mýrdalsjökull im Süden des Landes.

## Namensgebung: Volkssage
Der Name Katla ist eine weibliche Ableitung des isländischen ketill (deutsch „Kessel“), aber auch ein in Island geläufiger Frauenname.
Nach einer Volkssage besaß Katla, eine für ihr bösartiges Temperament berüchtigte Arbeiterin in dem nahe gelegenen Þykkvabæjarklaustur Wunderhosen, die denjenigen niemals ermüden ließen, welcher sie trug. Ein Hirtenjunge namens Barði lieh sich die Hosen jedoch ohne die Erlaubnis Katlas aus, weil er Schafe in den Bergen suchen musste. Als er mit den Tieren zurückkam, tötete Katla ihn und ließ seine Leiche in einer Tonne mit Skyr, einem isländischen Magerquark, verschwinden. Als der Skyr im Laufe des Winters zur Neige ging, fürchtete Katla, entdeckt zu werden, lief auf den benachbarten Berg, verschwand darin und löste einen Gletscherlauf des Vulkans aus. Die etwa fünf Kilometer lange Ausbruchsspalte Kötlugjá oben auf dem Gletscher ist ebenfalls nach ihr benannt.

## Geografie
Der Vulkan liegt im Süden Islands gut 50 km östlich des Ortes Hvolsvöllur und etwa 10 km nördlich des Dorfes Vík í Mýrdal. Er ist größtenteils vom Mýrdalsjökull bedeckt, der mit einer Oberfläche von 580 km² viertgrößten Gletscherkuppe Islands.

## Topographie und Geologie

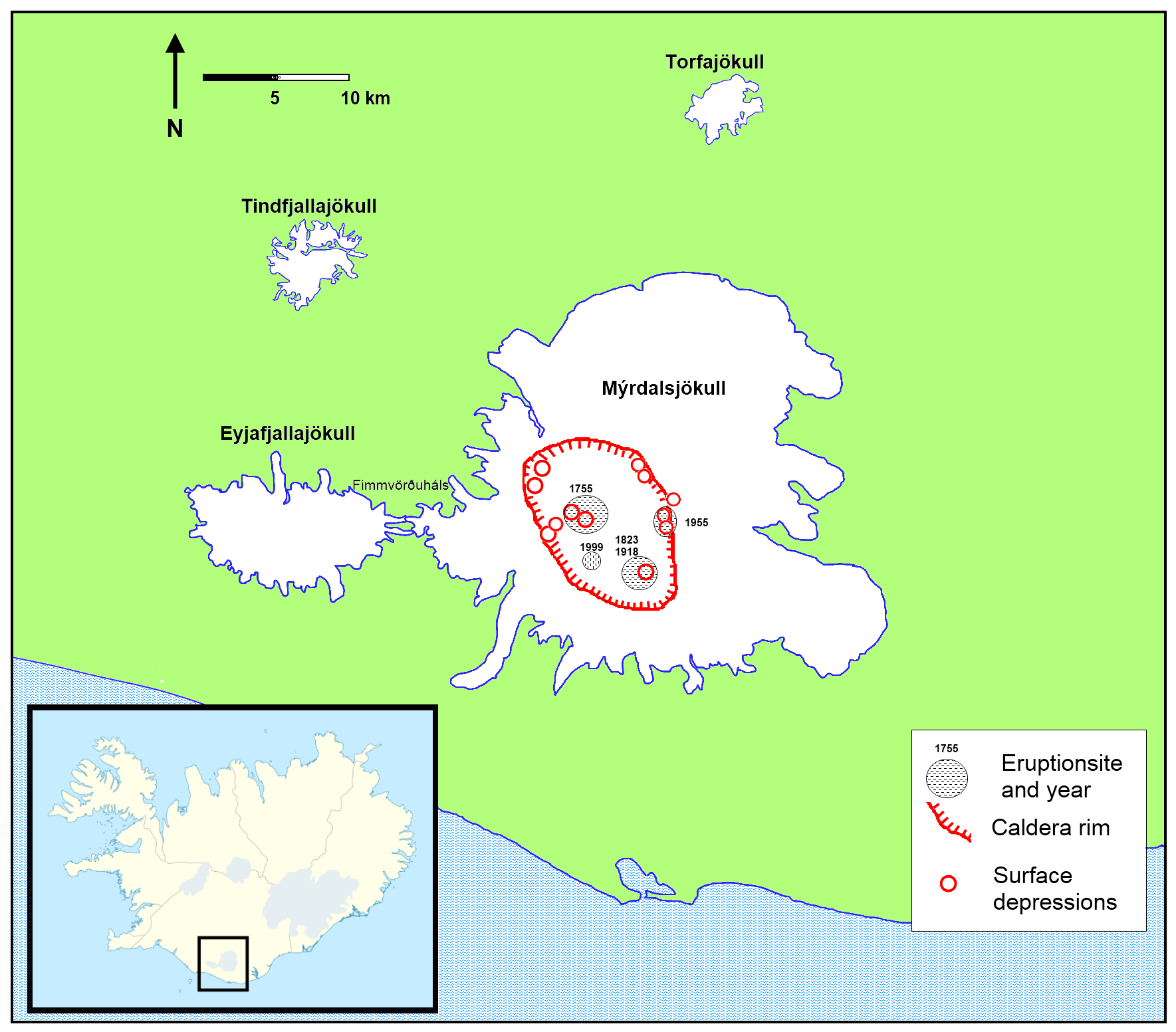
Lage der Katla-Caldera

Katla ist der zentrale Vulkan eines Vulkansystems, das etwa 100 km lang ist. Das vom Zentralvulkan beherrschte vulkanische Spaltensystem reicht von der Eldgjá im Nordosten bis zu den der Südküste vorgelagerten Westmännerinseln.
Der Zentralvulkan befindet sich am östlichen Rand der östlichen Vulkanzone, oberhalb einer Kreuzung der linearen Riftzone und eines steilen Anstiegs der Erdkrustendicke. (siehe auch: Geologie Islands)
Die 200 bis 700 m dicke Eisplatte des Gletschers Mýrdalsjökull füllt auch die Caldera aus. Die Schlote in der aktivsten Vulkanspalte Kötlugjá werden ebenfalls vom Eis bedeckt. Derzeit umfasst die Caldera zirka 80 km² bei 10 km Breite und 14 km Länge entlang einer Achse in NW-SO-Richtung sowie 500 bis 700 m Tiefe. Die Bergspitzen an ihrem Rand, zumeist rhyolitische Lavadome, sind bis zu 1380 m hoch.
Seismologische Experimente verweisen auf eine relativ knapp unter der Oberfläche (in 2 km Tiefe) bis in ca. 3 km Tiefe hinunterreichende Magmakammer mit einem Fassungsvolumen von ca. 10–12 km³.
Zwischen den Gipfeln am Calderarand reichen Talgletscher bis hinunter in die Ebenen und Täler. Die bekanntesten von ihnen sind Entujökull im Nordwesten und Sólheimajökull im Süden. Der mit Abstand größte Talgletscher ist der sich nach Osten ergießende Kötlujökull, der auch unter dem fälschlichen Namen Höfðubrekkujökull bekannt ist.

## Vulkanische Aktivität

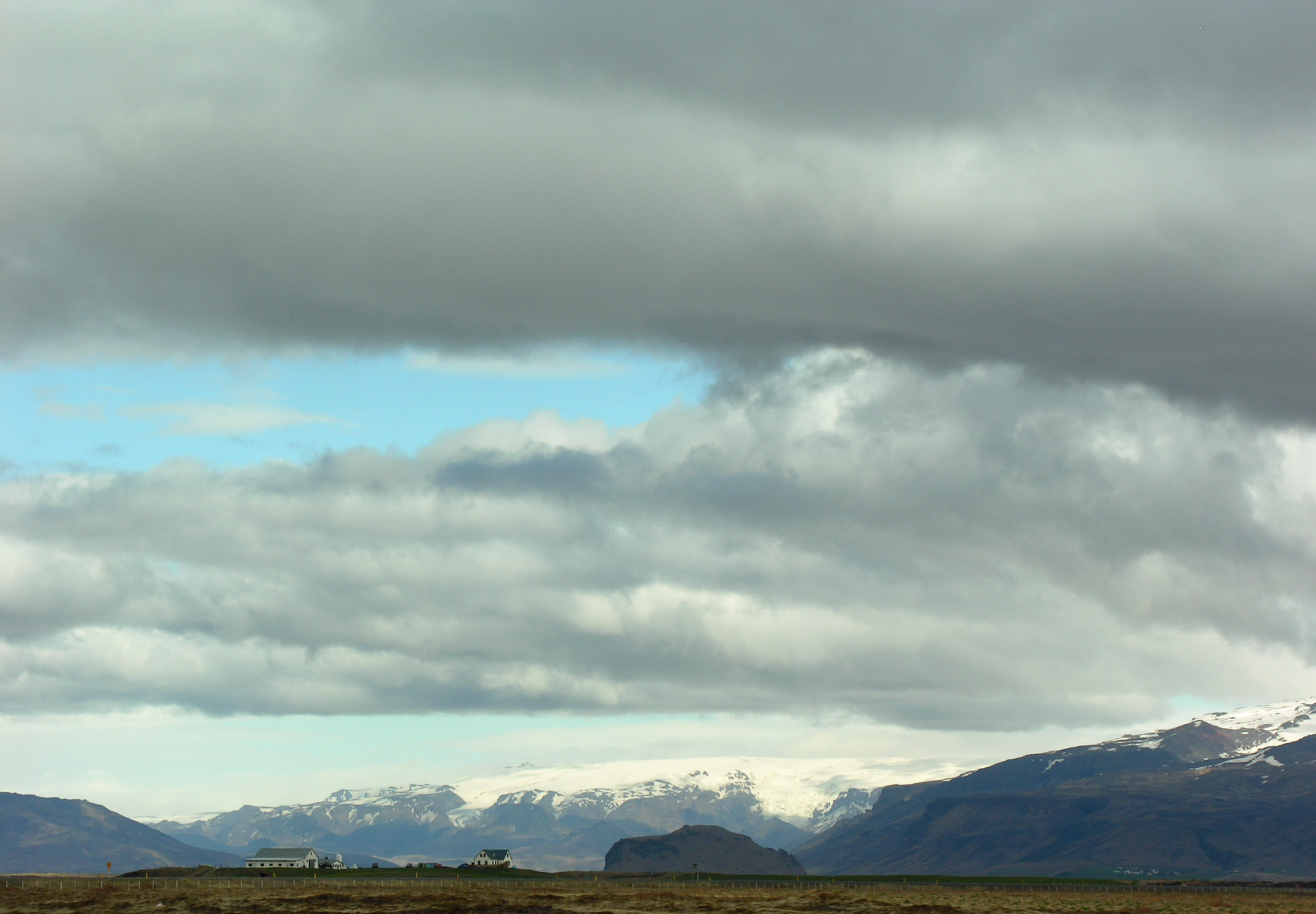
Mýrdalsjökull mit Katla aus Richtung Hvolsvöllur

Der Vulkan brach in den letzten 1000 Jahren etwa zwanzig Mal aus, dabei durchschnittlich etwa zweimal pro Jahrhundert. Dabei ergossen sich enorme Gletscherläufe, sogenannte jökulhlaups, über das umgebende Tiefland, vor allem über den Mýrdalssandur.
Bei dem Vulkan handelt es sich nach derzeitigem Wissensstand einerseits um den zweitgrößten von Island, andererseits auch um denjenigen, der einige der explosivsten Vulkanausbrüche in der Geschichte des Landes produziert hat.
Die durch das Zusammentreffen von Eis und Magma aufgrund der Lage unter dem Gletscher erzeugten hydromagmatischen Eruptionen der Katla sind sehr explosiv und haben neben beträchtlichen und weitreichenden Ascheniederschlägen besonders verheerende Gletscherläufe (isländisch: jökulhlaup) zur Folge.

### Vorgeschichte
Aktivitäten des Vulkans lassen sich über mindestens 200.000 Jahre zurückverfolgen. Dabei wurden große Mengen basaltischen Magmas produziert, aber auch nennenswerte Anteile an rhyolithischen Laven und Ignimbriten (wie z. B. auf dem Sólheimasandur) oder dazitische Tephra.
Rund um den Vulkan findet man die Spuren von über 100 basaltischen und mindestens zwölf rhyolithischen Tephralagen, die bei subglazialen Eruptionen von der Eiszeit bis zur Besiedelung von Island, d. h. in den letzten 10.000 bis 1.000 Jahren ausgeworfen wurden. Außerdem entdeckte man die Spuren von fünf bis zehn effusiven Eruptionen, bei denen hauptsächlich flüssige Lava am Nordrand des Mýrdalsjökull austrat.

### Die Sólheimar-Eruption 10600 v. Chr.

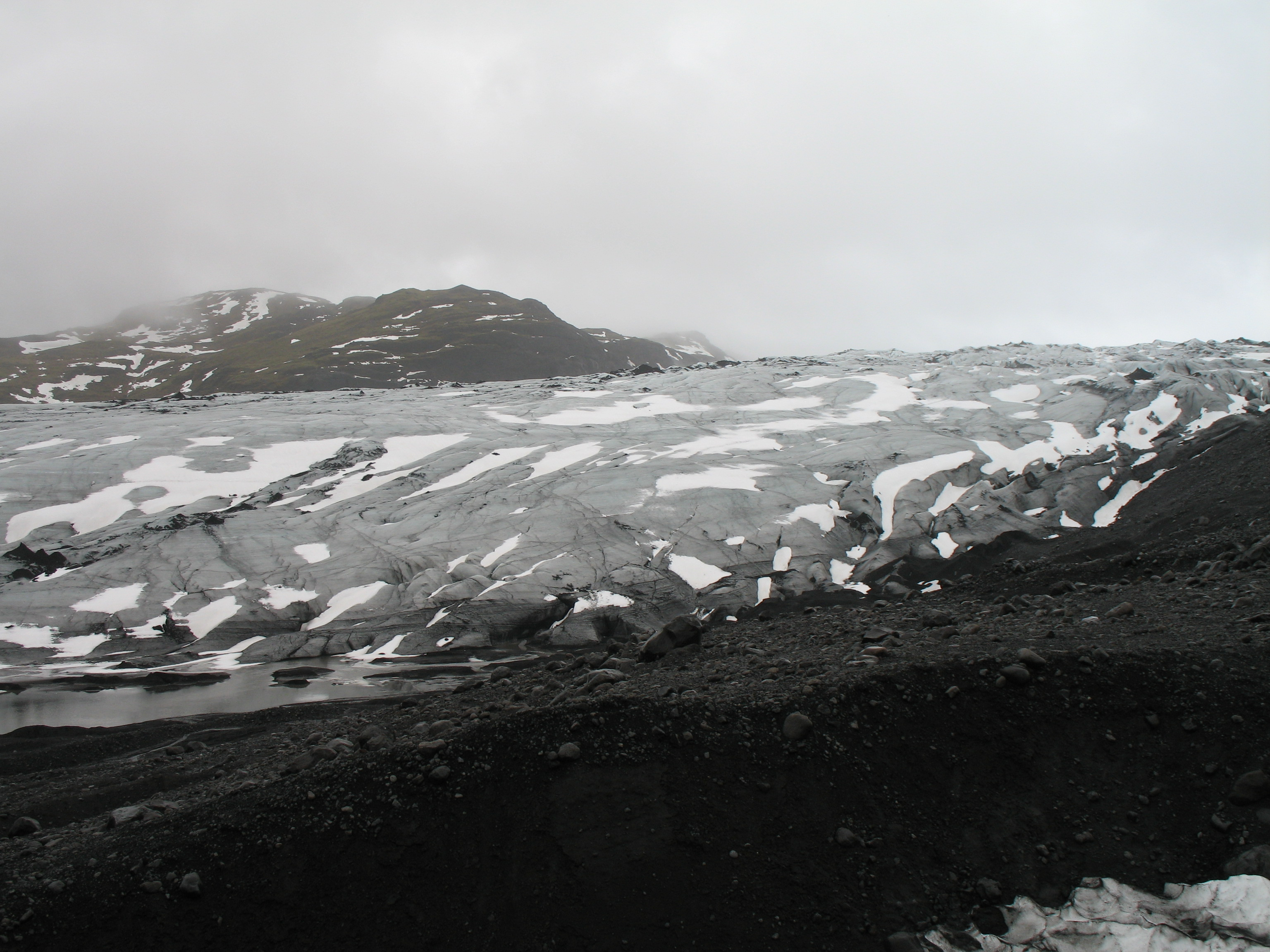
Sólheimajökull

Etwa 10600 v. Chr. fand der gewaltigste bekannte Ausbruch der Katla statt, die sogenannte Sólheimar-Eruption, die vom Typ her eine Plinianische Eruption war, die einzige bislang an diesem Vulkan nachgewiesene. Diese produzierte 10 km³ rhyolitischer Tephra. Lahare strömten über Mýrdal ebenso wie pyroklastische Ströme, was man an zahlreichen Haufen von vulkanischen Lockermaterialien und den sogenannten Sólheimar-Ignimbriten erkennt. Die Spuren von Lockermaterialien reichen weit nach Süden bis ins Meer und sind damit Anzeichen eines der gewaltigsten Ausbrüche, die in Island überhaupt bekannt sind.
Vermutlich hat sich die Caldera des Vulkans bei dieser Gelegenheit durch Einbruch einer Magmakammer während ihrer Entleerung gebildet oder sie ist zumindest stark vergrößert worden.
Die Aschen dieser Eruption findet man überall rund um den Nordatlantik und sie werden zur Tephrochronologie verwendet unter dem internationalen Namen „ash 1“, in Island Skóga-Tephra, in anderen skandinavischen Ländern Vedde-Tephra genannt.

### Eruption 822/823 n. Chr.
Spät im Jahr 822 oder früh im Jahr 823 kam es im nordwestlichen Bereich des Mýrdalsjökull zu einem Ausbruch der Katla. Die Eruption verursachte einen Gletscherlauf, der ein Gebiet von ca. 600 km² überflutete, darunter das westlich der Katla gelegene besterhaltene prähistorische Waldgebiet Islands, das Birkenwäldchen Drumbabót. Anhand der bei der Überflutung unter einer 40–70 cm tiefen sandig-moorigen Schicht begrabenen und subfossil erhaltenen Baumstümpfe konnte 2017 das Ereignis datiert werden.
Das Ereignis fiel in die in Teilen Europas und Asiens besonders kalten und feuchten Jahre 821–824, die mit Ernteverlusten und Hungerkrisen verbunden waren. Wahrscheinlich waren die Eruption der Katla und weitere, nicht-lokalisierte Eruptionen in den Jahren zuvor hierfür die Ursache.

### Eldgjá-Eruption in den 930er Jahren n. Chr.
Eldgjá ist eine mit dem Vulkan Katla verbundene Vulkanspalte, die diskontinuierlich vom Mýrdalsjökull ausgehend fast bis zum Südwestrand des Gletschers Vatnajökull reicht. Ihr Zentrum bildet eine Ausbruchsspalte von acht Kilometern Länge und 150 m Tiefe, die Eldgjá, dt. die Feuerspalte, genannt wird. Dabei handelt es sich um ein altes Grabensystem, das bei dem historischen Ausbruch in den 930er Jahren über einen längeren Zeitraum reaktiviert wurde. Es gibt verschiedene Datierungen für den Beginn des Ausbruchs: am häufigsten wird 934 genannt, jüngere Arbeiten weisen auf das Jahr 939 hin. Die Aktivität hielt wahrscheinlich bis mindestens in den Herbst 940 an.
Die Eruption hatte auch einige explosive Phasen und sandte insgesamt etwa 219 Millionen Tonnen Schwefeldioxid in die Atmosphäre, das ist die etwa 24-fache Menge der Eruption des Pinatubo von 1991.
Bei diesem ersten Ausbruch der Katla nach der Besiedelung Islands im 9. Jh. wurden etwa 18 km³ Lava produziert, die in zwei Strömen zum Meer floss. Dieses sog. Eldgjá-Hraun liegt inzwischen meist unter neueren Laven etwa der der Ausbrüche von Laki, z. B. nordwestlich von Kirkjubæjarklaustur, und man kann in der Eldgjá-Palagonitlage den Untergrund für nacheiszeitliche vulkanische Schlacken sehen, die teilweise von Lavafontänen stammen.
Eine Lavaflut ähnlich der der Eldgjá wurde auch durch das sogenannte Holmsá-Feuer im Jahre 6600 v. Chr. produziert.

### Ab dem 12. Jahrhundert

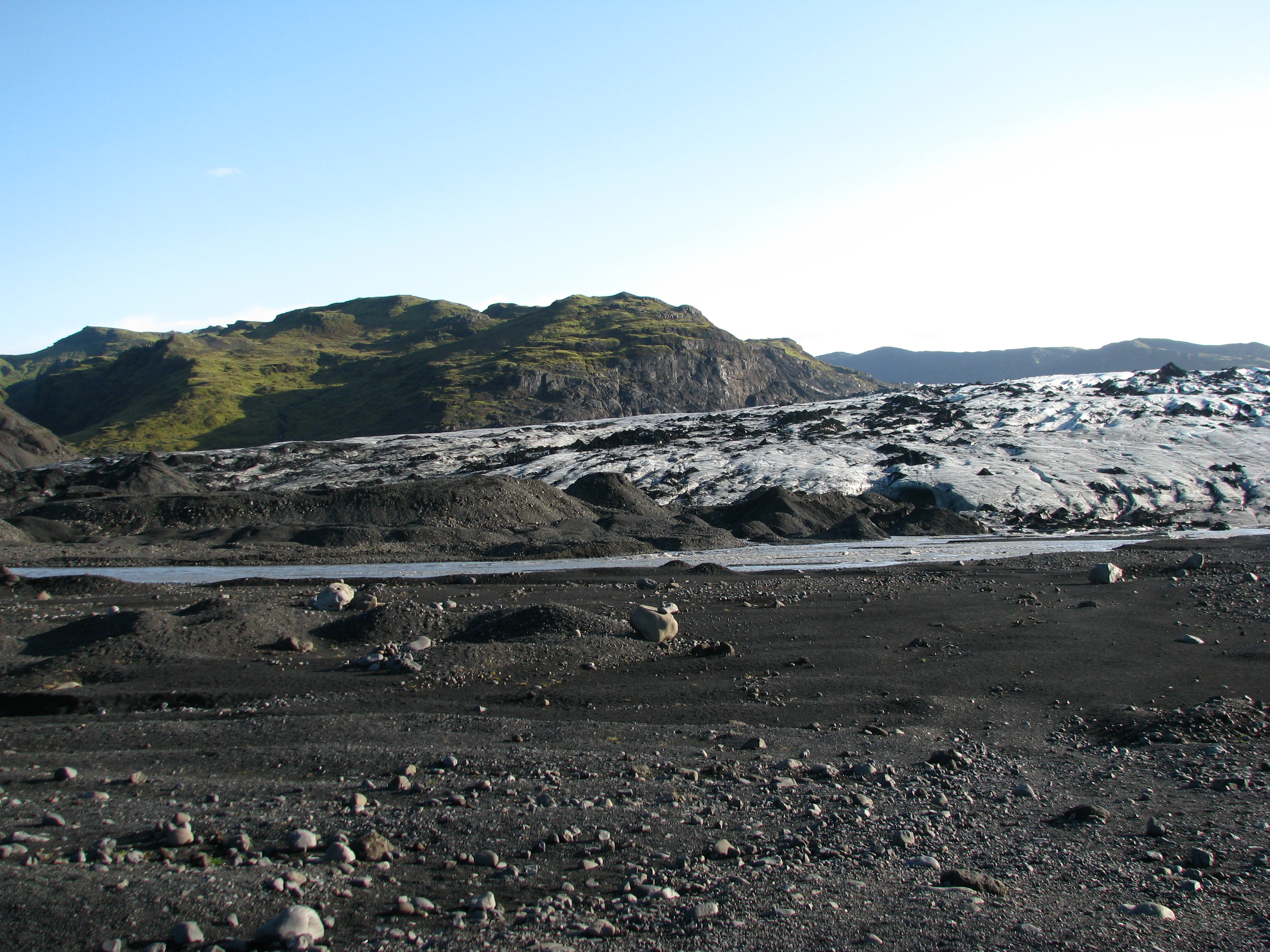
Südliche Gletscherzunge Sólheimajökull

Hier konzentriert sich die vulkanische Aktivität der Katla auf die Vulkanspalte Kötlugjá.
Während im ausgehenden Mittelalter die Quellenlage eher schlecht ist, bessert sich dies in der Neuzeit. Relativ gut belegt sind die Ausbrüche von 1580, 1612, 1625, 1660, 1721, 1755, 1823, 1860 und 1918.
Die Ausbrüche waren sehr unterschiedlich stark. Vor allem die Eruptionen von 1262, 1625, 1721 und 1755 verursachten größere Schäden mit Tephra-Fall, der bis auf das skandinavische Festland reichte. Es wurden zahlreiche Bauernhöfe zerstört oder mussten verlegt werden, Weideland verödete großflächig aufgrund von Geschiebeablagerungen und Tephra fiel über Skandinavien und Westeuropa nieder.
Der Pfarrer Jón Steingrímsson, der als sog. Feuerprediger und Chronist der Vulkankatastrophe von Laki bekannt wurde, schrieb über den Ausbruch der Katla von 1660, dass dieser wenig Asche und Lockermaterialien produziert habe, aber dafür einen beträchtlichen Gletscherlauf zur Folge gehabt habe. Dabei wurden z. B. die Kirche und der Bauernhof Höfðabrekka von den Fluten mitgerissen. Daraufhin wurden alle auf dem Mýrdalssandur gelegenen Höfe aufgegeben und noch zur Zeit von Jón Steingrímsson am Ende des 18. Jahrhunderts war die Gegend unbesiedelt. Die heutzutage dort existierenden Höfe sind spätere Neugründungen.
Im Jahre 1721 fand einer der größten explosiven Ausbrüche mit einem enormen Gletscherlauf statt. Die dadurch ausgelösten Wellen verursachten Schäden auch auf den Vestmannaeyjar (dt. Westmännerinseln). Nach den Annalen gab es allerdings keine Opfer unter den dortigen Bewohnern.
Spätere Ausbrüche sind unterschiedlich gut belegt und erforschbar. Einige mit geringfügigen Gletscherläufen und wenig Tephraniederfall fanden im 19. Jahrhundert statt (1823 und 1860).
Umstritten ist die immer wieder anzutreffende These, ein Ausbruch des Eyjafjallajökull von 1821 habe den Ausbruch der Katla 1823 vorbereitet.

### Ausbruch 1918

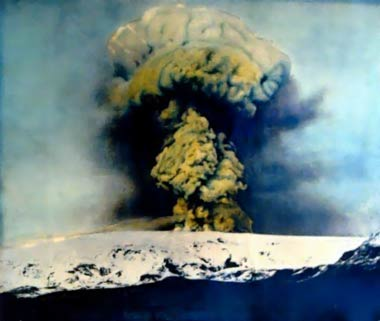
Ausbruch der Katla 1918

Die letzte eindeutig belegbare Eruption fand 1918 statt und hatte einen großen Gletscherlauf zur Folge. Man schätzt die Menge der auf seinem Höhepunkt über den Sander hinunter strömenden Flüssigkeit (Wasser und Schlamm) auf zirka 200.000 m³/s (zum Vergleich: Abflussvolumen an der Amazonasmündung 175.000 m³/s).
Dabei sammelte sich Tauwasser unter dem Gletscher, dieser trieb auf, das Wasser durchbrach die vordere Eisbarriere und ergoss sich mit ungeheurer Wucht auf den Mýrdalssander. Die dabei mittransportierten Eisklötze waren bis zu 200 Meter lang und 18 Meter hoch.
Der Ausbruch kündigte sich am 12. Oktober 1918 um 13 Uhr mit einem starken Erdbeben an. Etwa zwei Stunden später konnte man eine 14 km hohe Eruptionssäule aus der Kötlugjá aufsteigen sehen. Der Tephraausfall war so stark, dass er den Bauernhof Búlandssel in Skaftártunga zerstörte.
Etwa zur selben Zeit konnte man an zwei Stellen am Kötlujökull, einem Seitengletscher des Mýrdalsjökull, die ersten Gletscherläufe hervorbrechen sehen. Dabei wurde die Ebene des Mýrdalssandur großenteils von Wasser bedeckt. Die Flutwellen teilten sich in zwei Hauptströme, wobei einer dem Fluss Múlakvísl östlich an dem Inselberg Hafursey vorbei folgte, sich vor Hjörleifshöfði abermals teilte und den anderen Inselberg einschloss. Der zweite strömte von Kriki, einem Tal zwischen zwei westlichen Seitengletschern, aus nach WSW und folgte dem Verlauf des Flusses Kúðafljót ins Meer.
Eine zweite große Flutwelle folgte um 17 Uhr und trug so viel Eis mit sich, dass auf Hügeln positionierte Beobachter davon sprachen, hier würden „schneebedeckte Hügel (über den Sander) dahinrasen“. Die Flutwellen bewegten sich mit einer Geschwindigkeit von ca. 15–20 km/h. Das Gesamtvolumen des Gletscherlaufs wird auf drei bis fünf km³ geschätzt und bedeckte mehr als 50 % des Mýrdalssandur (400 km²). Die Oberfläche des Mýrdalssandur hob sich durch das hinterlassene Material (0,5–1 km³ vulkanische Aschen und Ablagerungen) um ca. einen Meter.
Die Eruptionen der Katla hielten noch weitere 23 Tage an. Insgesamt wurden ca. 0,7 km³ Tephra ausgeschüttet, was einem Magmavolumen von 0,3 km³ entspricht.

### Ab den 1950er Jahren
Vermutet werden kleinere Eruptionen 1955 und 1999. Im Juni 1955 zerstörten Gletscherläufe zwei Brücken auf dem Mýrdalssandur. 1999 ließ ein Gletscherlauf auf dem Sólheimasandur auf eine kleinere subglaziale Eruption der Katla schließen. Charakteristisch für diesen Gletscherlauf war zudem ein sehr rasches Anschwellen der Wassermenge auf 4400 m³/s innerhalb einer Stunde, ein Effekt, der dem eines Dammbruchs gleichkam. Geodätische und andere Überwachung der bekannten Einbruchskessel auf dem Mýrdalsjökull zeigte zwischen 2001 und 2004 eine Vergrößerung der Kessel aufgrund stärkerer geothermaler Aktivität, die einherging mit einem Anschwellen des Vulkans. Nach 2005 stagnierte diese Entwicklung zunächst bzw. stellte man an einem der Kessel eine gegenläufige Entwicklung fest.
Am 20. April 2010 warnte der isländische Präsident Olafur Grimsson in einem Interview mit der britischen BBC vor einem erneuten Ausbruch, für den es bereits Anzeichen gebe. Dieser könne in seiner Wucht die Auswirkungen des zur Zeit des Interviews aktuellen Eyjafjallajökull-Ausbruchs um ein Mehrfaches übertreffen. Für diese Äußerung, die sich auf keinerlei eindeutige Fakten stützen kann, wurde der Präsident von verschiedenen Seiten stark kritisiert. Eine differenziertere Einschätzung der Lage zeigte etwa der Geochemiker und Geograph Ari Trausti Guðmundsson, der darauf verwies, dass ein Ausbruch der Katla in der Folge sicher möglich, aber weder in seiner Faktizität noch in seiner Stärke vorhersagbar wäre.

### Gletscherlauf im Juli 2011

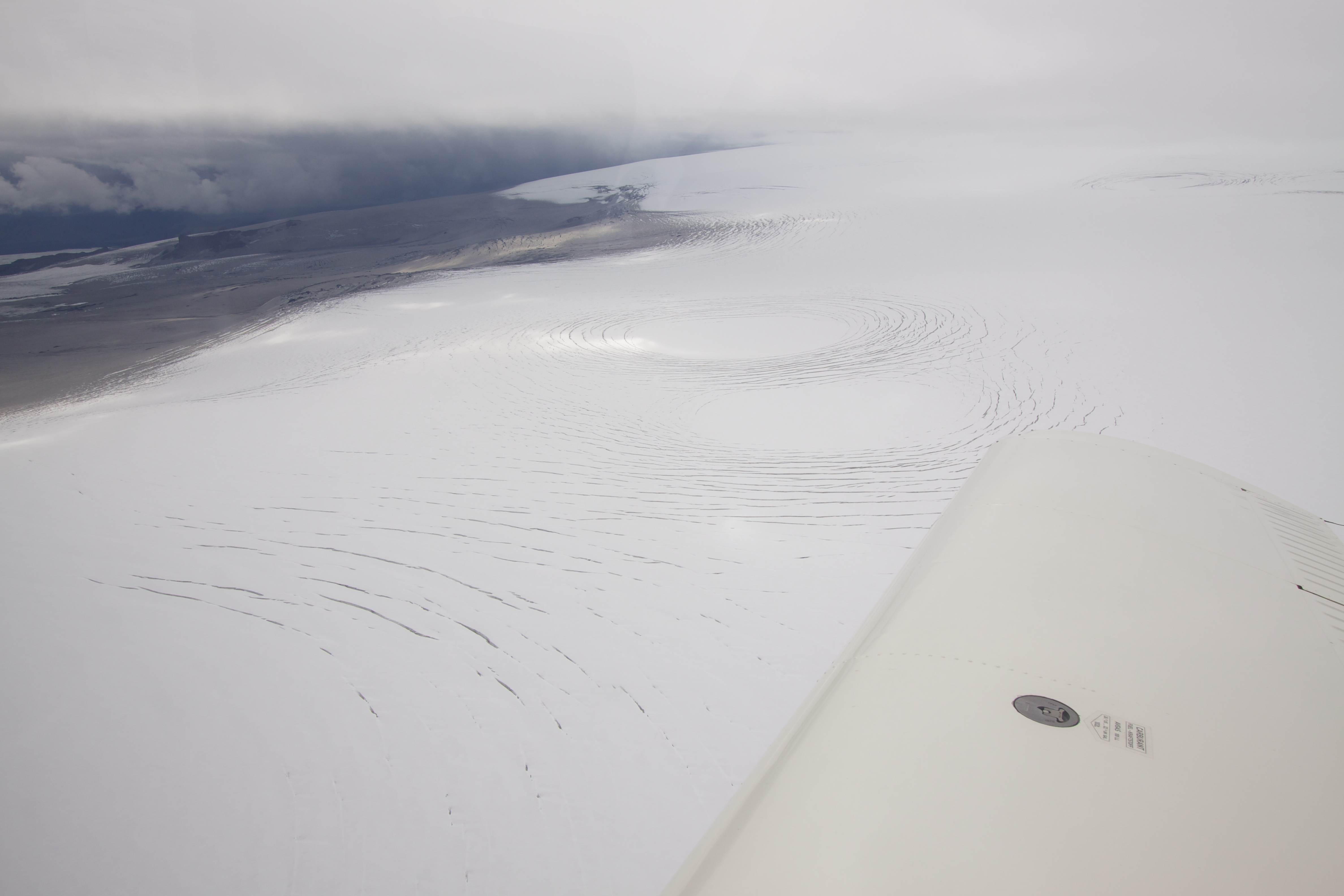
Luftbild des Mýrdalsjökull mit Eiskesseln, die sich beim Gletscherlauf im Juli 2011 bildeten

Am 9. Juli 2011 kam es zu einem Gletscherlauf im Fluss Múlakvísl, der sich bereits Stunden und Tage zuvor in Serien von Beben in bis zu zehn Kilometern Tiefe in der Katla-Region angekündigt hatte. Der Gletscherlauf kam aus drei Einbruchskesseln im Südosten des Mýrdalsjökull. Vermutlich hatte sich ein kleiner Vulkanausbruch unter dem Gletscher ähnlich wie 1955 ereignet.
Der Gletscherlauf zerstörte wieder die erst gut 20 Jahre alte Brücke der Ringstraße am Múlakvísl. Aufgrund einer Gletscherlaufswarnung durch ein Wasserpegel-Frühwarnsystem war die Straße bereits etwa eine Stunde vor der Zerstörung der Brücke für den Verkehr gesperrt worden, so dass niemand zu Schaden kam, obwohl der Wasserstand lt. einer der Messstationen des Isländischen Wetteramtes (IMO) um 5 Meter anstieg. Rund 200 Personen waren vorsorglich evakuiert worden, konnten aber bald darauf wieder in ihre Häuser zurückkehren. Am 10. Juli ging der Wasserstand im Laufe des Tages wieder auf normale Höhe zurück.
Am 11. Juli 2011 hatte sich der Tremor unter der Katla wieder beruhigt.
Am 15. Juli 2011 waren 1500 Mann mit Spezialfahrzeugen durch eine Furt über den Múlakvísl transportiert worden. Inzwischen ist eine Behelfsbrücke über den Fluss fertiggestellt. Sie wurde am 16. Juli 2011 zu Mittag in Betrieb genommen.
Beim Überflug des Gletschers am 18. Juli 2011 entdeckten Geologen neben den Einbruchskesseln, aus denen der Gletscherlauf gekommen war, einen weiteren neuen und stellten allgemein ein Absinken der Gletscheroberfläche fest. Wegen der zahlreichen neuen Gletscherspalten sollte man den südöstlichen Mýrdalsjökull derzeit meiden. Gleichzeitig halten die Erdbebenserien unter dem Mýrdalsjökull an.
Im September 2011 definierte der Geologe Einar Kjartansson vom Isländischen Wetteramt IMO den Gletscherlauf als Folge eines kleinen Vulkanausbruchs der Katla. Diese Meinung scheint aber nicht vom Dekan des Vulkanologischen Instituts der Universität Island Magnús Tumi Guðmundsson geteilt zu werden, der in einem Interview mit derselben Zeitung am 7. September 2011 erklärte, der Ausbruch der Katla könnte gemäß von typischen und derzeit vorhandenen Merkmalen wie Häufung von Erdbeben und Ausdehnung bevorstehen.

### Entwicklungen 2014
Anfang Juli 2014 kam es wieder zu verstärkten Aktivitäten unter dem Mýrdalsjökull. Am 8. Juli kam es zu einem – vergleichsweise kleinen – Gletscherlauf an den Flüssen Múlakvísl und Jökulsá. Die Ursache ist noch nicht geklärt, Vulkanologen sehen aber bisher keine Anzeichen für eine bevorstehende große Eruption.
Wegen der Gefahr weiterer Gletscherläufe sowie austretenden vulkanischen Gasen – vor allem Schwefelverbindungen – gab es ab dem 9. Juli von den isländischen Behörden eine kurzfristige Reisewarnung für das Gebiet um den Mýrdalsjökull und Sólheimajökull.
Eine Woche lang wurden unter dem Mýrdalsjökull noch verstärkte seismische Aktivitäten registriert, danach hat sich die Situation wieder beruhigt.

## Typischer Ablauf eines Vulkanausbruchs der Katla mit Gletscherlauf

Schemazeichnung: Magmakammern, Gänge und Kryptodome an Eyjafjallajökull und Katla

Die Lage des Vulkans unter einem Gletscher erschwert die Beobachtbarkeit von kleinen Ausbrüchen, die teilweise wohl unbemerkt vor sich gehen konnten, solange sie nur unbedeutendere Gletscherläufe produzierten.
Da der letzte große Ausbruch 1918 stattfand, hatte man bisher noch keine Gelegenheit, einen größeren Ausbruch der Katla während des Geschehens mit wissenschaftlichen Methoden zu analysieren.
Gemäß den Annalen kündigen sich die größeren Ausbrüche der Katla normalerweise mit einer Erdbebenserie, darunter einem oder mehreren recht starken Erdbeben, an. Dies geschieht etwa einen Tag vor dem eigentlichen Ausbruch. Vermutlich steht dies in Zusammenhang mit dem Schmelzen der bis zu 750 m, meist aber mindestens 300–600 m dicken Eisdecke über den Ausbruchsstellen. Im Anschluss daran folgt eine starke explosive Phase mit Eruptionssäulen, die eine Höhe von mindestens 10–15 km erreichen können. Die Tephra besteht in den meisten Fällen aus dunklem mafischem Gestein. Je nach ihrer chemischen Zusammensetzung kann sie durchaus gesundheitlichen Schaden bei Mensch und Tier anrichten.
Wie zuletzt beobachtet beim explosiven Ausbruch des Eyjafjallajökull im April 2010, charakterisieren häufige Blitze in der Eruptionssäule sowie donnernde und krachende Geräusche diese Ausbruchsphase.
Schließlich ist aber gerade der Mýrdalsjökull mit der Katla in Island besonders berüchtigt für die mit größeren Ausbrüchen einhergehenden Gletscherläufe.
Ein Vulkanausbruch unter einem Gletscher hat deshalb einen Gletscherlauf zur Folge, weil die Hitze des Magmas große Mengen an Eis schmelzen lässt. Der Kontakt des Schmelzwassers mit heißer Lava führt zu gewaltigen Dampfexplosionen, sog. phreatomagmatischen Explosionen, bei denen das vulkanische Material bis in kleinste Partikel zerrissen wird. Außerdem entstehen enorme Mengen Schmelzwassers. Wenn sich genug angesammelt hat, durchbricht die Mischung die Eisbarriere, der Gletscher schwimmt auf dem Gemisch auf und die Flutwelle bricht unter ihm hervor, wie man etwa auch bei den Gletscherläufen aus den Grímsvötn infolge des Ausbruchs im Gjálp 1996 sehen konnte.
Die Gletscherläufe der Katla unterscheiden sich insofern von denen anderer Gletschervulkane, dass sie nicht lange andauern, dafür aber sehr viel Flüssigkeit (Mischung von Wasser, Schlamm, Eis etc.) transportieren. Gleichzeitig bewirkt das starke Gefälle vom Gletscher bis zum Meer, dass die Flutwellen sich sehr rasch bewegen. Sie können in ihrem Lauf Eisberge von 200 m Länge und 18 m Höhe mit sich reißen, dauern allerdings in der Regel nur wenige Stunden an.
Von den 17 bisher nachgewiesenen Gletscherläufen ergossen sich 15 in östlicher Richtung über den Mýrdalssandur und nur zwei in Richtung Süden über den Sólheima- bzw. Skógasandur. Nur eine einzige Flut überschwemmte vor 1.600 Jahren in westlicher Richtung die Ebene des Flusses Markarfljót. Dabei wurde die Schlucht Tröllagjá in den Emstrur geschaffen (siehe Laugavegur).

## Verschiebung der Strandlinie
Durch die Ausbrüche des Vulkans werden jedes Mal enorme Mengen Vulkanasche und Geschiebe bis ins Meer transportiert, wodurch die Strandlinie z. T. erheblich vorgeschoben wird. Trotz ständiger Erosion des Strandes durch Meeresströmungen zwischen den Ausbrüchen ist seit Beginn der Landnahme ab 870 n. Chr. die Küstenlinie vor dem Inselberg Hjörleifshöfði netto um ca. 5 km ins Meer hinaus verschoben worden.

## Erforschung und Überwachung des Vulkans
Der Vulkan ist derzeit der am besten überwachte des Landes. Zahlreiche Erdbebenstationen messen Erdbewegungen. Das Wasser der ihn umgebenden Flüsse wird regelmäßig auf seinen Mineraliengehalt, Gasgehalt und die elektrische Leitfähigkeit untersucht.
Die Geologen haben auch zahlreiche Untersuchungen bezüglich der Lage und der Gestalt des Gletscheruntergrunds angestellt, um das genaue Aussehen der Caldera zu erfahren. Aufgrund der darauf beruhenden Berechnungen und des inzwischen angesammelten Wissens über das Funktionieren des Vulkans vermutet man, dass bei einem zukünftigen Ausbruch der Großteil der Flut wieder auf den Mýrdalssandur entfallen wird, mit zehn Prozent Wahrscheinlichkeit entfällt eine Flut auf das Tal des Flusses Markarfljót, vor allem vom Seitengletscher Entujökull ausgehend und zwölf Prozent Wahrscheinlichkeit entfallen auf einen Gletscherlauf auf dem Sólheima- und dem Skógasandur.

## In den Medien
Der Vulkan ist Namensgeber der Netflix-Serie „Katla“.

### Fotos und Videos
- Bild eines der Einbruchskessel im Mýrdalsjökull (Aufnahme des Fotografen und Journalisten Ómar Ragnarsson vom 16. Juli 2011)
- DV, Nahaufnahme eines Einbruchskessels auf dem Mýrdalsjökull
- Film zur Information über Katlaausbrüche von Almannavarnir (isl. Zivilschutz) (isländisch mit englischen Untertiteln)
- Video: Flug über Mýrdalsjökull mit den Einbruchskesseln und Eyjafjallajökull, Juli 2011

### Wissenschaftliche Darstellungen
- Katla im Global Volcanism Program der Smithsonian Institution (englisch)
- Univ. Island: Beschreibung der Katla(englisch)
- Bergrún A. Óladóttir, e.a.: Katla volcano, Iceland: magma composition, dynamics and eruption frequency as recorded by Holocene tephra layers, Bulletin of Volcanology, Vol. 70, No. 8, 475–493, doi:10.1007/s00445-007-0150-5 (englisch)
- E. Sturkell, e.a.: 2 Katla and Eyjafjallajökull Volcanoes, Developments in Quaternary Science, Vol. 13, 2010, 5–21 (Zu den Vulkanen Katla und Eyjafjallajökull) (englisch), doi:10.1016/S1571-0866(09)01302-5.
- F. Albino u. a.: Influence of surface load variations on eruption likelihood: application to two Icelandic subglacial volcanoes, Grímsvötn and Katla, Univ. Island 2010 (englisch), doi:10.1111/j.1365-246X.2010.04603.x.
- Haraldur Sigurðsson: Múlakvíslarhlaupið – eldgos í Kötlu eða jarðhiti? (Blog-Eintrag des Geologen Haraldur Sigurðsson) vom 13. Juli 2011 (isländisch)
- Oddur Sigurðsson: Áhrif gjóskufalls á leysingu jökla. Veðurstofa Íslands, 30. Mai 2011 (isländisch); abgerufen am 19. Juli 2011.

### Vulkanüberwachung an der Katla
- Webcam zur Überwachung der Katla. Fernsehsender RUV.
- Überwachung der Katlacaldera. Geolog. Institut, Universität von Island (englisch).
- Übersicht über Erdbeben an der Katla, IMO. vedur.is
- Weitere Daten zur Katla, Aufwölbung etc., IMO, Vedurstofan Íslands. vedur.is